# La Clayette
 La Clayette  es una población y comuna francesa, en la región de Borgoña, departamento de Saona y Loira, en el distrito de Charolles. Es el chef-lieu del cantón de La Clayette.

## Demografía
| 2173 | 2530 | 2845 | 2669 | 2307 | 2069 |
| Para los censos de 1962 a 1999 la población legal corresponde a la población sin duplicidades (Fuente: INSEE [Consultar]) |      |      |      |      |      |